# L'ultima legione (film)
L'ultima legione (The Last Legion) è un film del 2007 diretto da Doug Lefler, ispirato in parte all'omonimo romanzo di Valerio Massimo Manfredi, dedicato liberamente agli avvenimenti che accompagnarono la fine dell'Impero romano d'Occidente e la nascita della leggenda di Re Artù.

## Trama
La storia viene narrata da Ambrosinus, un druido nativo di Britannia, che conosce la leggenda della spada di Giulio Cesare, un'arma dotata di grandi poteri che passò ad Augusto prima e Tiberio poi. Alla morte di quest'ultimo, l'arma venne nascosta per evitare che uomini malvagi se ne impossessassero. Il film inizia poco prima dell'incoronazione di Romolo Augusto come imperatore nel 476; nella città di Roma regna suo padre Oreste, pur non da imperatore. Avendo viaggiato in quasi tutto il mondo conosciuto in cerca della spada di Cesare, Ambrosinus diventa il tutore di Romolo.
Il giorno prima dell'incoronazione, Odoacre, comandante dei Goti al servizio di Roma, chiede un terzo dell'Italia a Oreste, ma egli nonostante avesse fatto un patto e promesso al generale barbaro che avrebbe onorato tale richiesta in cambio dei suoi servigi non onora la sua promessa facendo finta di non aver mai stipulato tale accordo. Al rifiuto Odoacre lo minaccia apertamente che gliene farà pentire di non aver rispettato la sua parola. Lo stesso giorno, Romolo incontra il magister militum Aureliano Caio Antonio, chiamato "Aurelius". Curioso sulle origini del mentore, Aurelio scopre da questi che egli viene da una terra lontana, nell'estremo limite dell'impero, ora governata dal malvagio Vortgyn, un uomo spietato e assetato di potere che porta una maschera d'oro colpevole di aver sterminato la sua famiglia. 
La notte dopo l'incoronazione di Romolo, Odoacre infuriato a causa della mancata promessa di Oreste insorge con i suoi uomini per rappresaglia e Roma è attaccata dalle milizie barbariche e molti degli uomini di Aurelio, incaricati di proteggere l'imperatore, vengono uccisi; Aurelio stesso rimane svenuto e viene dato per morto. Wulfila, luogotenente di Odoacre, uccide Oreste e sua moglie e cattura Romolo Augusto. Il giorno dopo, Odoacre, ora regnante dell'Impero occidentale, pianifica di uccidere Romolo, ma il sopraggiunto Ambrosinus lo convince a risparmiare il ragazzo, il quale viene dunque esiliato a Capri insieme al vecchio, sorvegliati da Wulfila e i suoi uomini. La loro prigione è la villa costruita più di quattrocento anni prima dall'imperatore Tiberio. Con l'aiuto di Ambrosinus, Romolo scopre una stanza segreta all'interno della villa, al cui interno vi è una statua di Cesare con la leggendaria spada.
Romolo e Ambrosinius vengono salvati a Capri dal leale Aurelio, tre legionari sopravvissuti (ossia il gigante etiope Batiato, il veterano Vatreno e l'ex-schiavo Demetrio) e Mira guerriera keralite e guardia dell'ambasciatore dell'Impero romano d'Oriente. I fuggitivi si dirigono verso Fano come indicato loro dal senatore Nestore, amico di vecchia data di Aurelio, che vuole far imbarcare l'ultimo imperatore d'Occidente alla volta di Costantinopoli. Ben presto però il piano di Nestore si rivela una trappola ordita da Odoacre con il benestare dell'imperatore d'Oriente e del Senato. I legionari riescono a sconfiggere alle truppe armate, uccidendo sia il senatore Nestore che l'ambasciatore di Costantinopoli, ma Vatreno rimane ucciso nella lotta. Ai fuggitivi non resta che dirigersi verso la Britannia nella speranza di trovare la leggendaria Legio IX Draco.
Giunti presso il vallo di Adriano, invece che l'invincibile legione, trovano però dei vecchi e stanchi contadini, uno dei quali si rivela essere Flavio Costantino Marcello, generale della Legio IX; dopo che il dominio romano sulla Britannia è infine crollato, la legione ha infatti deciso di sciogliersi e cambiare vita. Tra loro, Romolo fa la conoscenza di una sua coetanea, Igraine. Dopo poco tempo Aurelio e gli altri vengono raggiunti in Britannia e aggrediti dagli uomini di Wulfila e dai guerrieri Angli di Vortgyn loro alleati.
Con la promessa di avere la spada per regnare sull'intera Britannia, Wulfila convince Vortgyn a combattere contro Ambrosinus e gli altri, anche perché viene rivelato che Ambrosinius e Vortgyn sono vecchi nemici. Lo stesso Vortgyn, dopo aver ucciso la famiglia del fabbro del villaggio come prova di forza, cattura la giovane Igrene e la obbliga ad avvertire il villaggio ed esortare gli abitanti a consegnargli Romolo. Saputo della notizia, Aureliano, con la spada e al comando di poche forze, decide di scontrarsi con l'esercito di Vortgyn; a partecipare alla battaglia ci sarà anche Romolo, che indosserà l'armatura del fratello di Igrene.
La battaglia vede inizialmente un vantaggio numerico soverchiante da parte delle forze di Vortgyn, ma gli ex soldati della Legio IX e i loro figli intervengono in soccorso di Romolo e dei suoi guerrieri, dopo aver rispolverato le loro vecchie armature romane, e ribaltano le sorti della battaglia. Wulfila, che ha ferito gravemente Aurelio, viene poi ucciso da Romolo con la spada di Cesare, che vendica così i suoi genitori. Nel frattempo, Ambrosinus affronta e uccide Vortgyn gettandolo nelle fiamme del santuario della loro fratellanza segreta, poi si fa vedere di fronte a entrambi gli schieramenti e la vista della maschera d'oro di Vortgyn fa cessare le ostilità. Il giovane imperatore decide poi di non voler più guerre né sangue, e getta via la spada, che va a incastonarsi in una solida roccia.
Molti anni dopo, Ambrosinus, che ha ripreso il suo vero nome druido, Merlino, porta un ragazzo sul campo di battaglia dove gli racconta gli eventi successivi alla battaglia: Aurelio, sopravvissuto alle ferite, sposò Mira e i due allevarono Romolo come loro figlio, e Romolo divenne un saggio sovrano sotto il nome di " Pendragon " con Igraine, che divenne sua moglie. Il ragazzo, che si rivela essere Artù, riconosce Romolo come suo padre e Igraine come sua madre. In una scena finale, la spada di Cesare è mostrata incastonata nella pietra, con muschio che copre l'iscrizione latina originale, che ora recita solo " ES CALIBVR ".

## Produzione
Il film è una coproduzione internazionale italo-franco-britannica. Il cast artistico principale proviene totalmente dal Regno Unito, ad eccezione dell'attrice francese Beata Ben Ammar, interprete del ruolo di Flavia, e dell'attrice indiana Aishwarya Rai.
Le scene del film ambientate in Britannia, in realtà sono state girate in Slovacchia.
Valerio Massimo Manfredi, autore dell'omonimo romanzo, ha collaborato alla produzione del film come consulente.
Aishwarya Rai, l'interprete di Mira nel film, è stata Miss Mondo nel 1994.

## Promozione
Uno degli slogan con cui è stato presentato il film in lingua inglese è The end of an empire... the beginning of a legend.

## Distribuzione
Il film è uscito nelle sale italiane il 14 settembre 2007.
Il 5 febbraio 2008 è stata distribuita l'edizione in DVD della pellicola.

## Accoglienza
Dopo la prima settimana di programmazione nelle sale cinematografiche italiane si è classificato terzo tra i film più visti, dietro I Simpson e Shrek terzo. Nella classifica dei 100 film più visti in Italia nella stagione 2007/2008 ha raggiunto il novantaquattresimo posto con un incasso finale di 1669963 €. Il pubblico ha espresso per questo film un voto di sufficienza (IMDB: 5,4/10; Mymovies.it: 2,8/5; Movieplayer.it: 6/10) e giudizi spesso contrastanti tra loro: positivi da parte di chi ne ha apprezzato il carattere romantico-fiabesco a tratti ironico, negativi da parte di chi avrebbe gradito una maggiore attenzione agli aspetti bellici (magari sulla scia di recenti ed apprezzati film epici come Il gladiatore e 300).
Con un budget di 35 milioni di dollari, il film ha incassato solo 15 milioni negli Stati Uniti e globalmente oltre 55 milioni nel mondo. Le riprese si sono svolte tra il 5 agosto e l'11 novembre 2005.